# Peter Andersson
Peter Nils Andersson (* 2. března 1962, Stockholm) je bývalý švédský lední hokejista, obránce. Se švédskou reprezentací vyhrál mistrovství světa v roce 1987 a 1991. Ze světového šampionátu má též jedno stříbro (1990). Z olympijských her v Calgary konaných roku 1988 si přivezl medaili bronzovou. Je rovněž juniorským mistrem světa z roku 1981. Zúčastnil se též MS 1982 (4. místo), MS 1983 (4. místo), MS 1989 (4. místo), Kanadských pohárů v letech 1984, 1987 a 1991 a olympijských her v Albertville roku 1992 (5. místo). Ve švédské nejvyšší soutěži hrál jen za klub IF Björklöven. V sezóně 1986/87 s ním získal mistrovský titul. Léta 1983 až 1986 strávil v zámoří, v NHL nastupoval za Washington Capitals a Quebec Nordiques. Celkem v základní části NHL sehrál 172 utkání, zaznamenal 51 bodů a dal 10 branek, v play-off (Stanleyově poháru) přidal dalších 7 zápasů a 2 body. Strávil též jednu sezónu ve švýcarské nejvyšší soutěži, hrál zde za kluby EV Zug a EHC Kloten. Po skončení hráčské kariéry se stal trenérem, jako asistent působil v klubech Björklöven, Modo, SCL Tigers (NL), Charlotte Checkers (AHL), GCK Lions (NL).